# Robert Meglič
Robert Meglič (Tržič, 4 novembre 1974) è un ex saltatore con gli sci sloveno.

## Biografia
In Coppa del Mondo esordì il 30 gennaio 1993 a Tauplitz (24°) e ottenne l'unico podio il 27 marzo 1993 a Planica (3°).
In carriera prese parte a un'edizione dei Giochi olimpici invernali, Lillehammer 1994 (14° nel trampolino normale, 9° nel trampolino lungo, 9° nella gara a squadre), a tre dei Campionati mondiali (6° nella gara a squadre a Trondheim 1997 il miglior risultato) e a una dei Mondiali di volo, Tauplitz 1996 (18°).

## Palmarès

### Coppa del Mondo
- Miglior piazzamento in classifica generale: 30º nel 1995
- 1 podio (a squadre):
  - 1 terzo posto